# Irelandia Aviation
Irelandia Aviation est un groupe fondé par Declan Ryan qui a quitté Ryanair en 2003 et pour lequel il a répliqué le modèle de Ryanair.
Le groupe Irelandia Aviation se développe a l'international en Amérique central, du sud et en Asie
- TigerAir (2005-2011) a hauteur de 16%. Aujourd'hui 100% détenu par Singapore Airlines Limited sous la marque low-cost Scoot.
- Viva Aerobus (Mexique)[1]
- VivaLatinamerica
- 2012: Lancement de la filiale Viva Air Colombia en Colombie
- 2016: Lancement de la filiale VivaCan au Costa Rica
- 2016: Ligne interne au Pérou par la filiale Viva Air Perú, premier vol mi-2017[2]Viva Aerobus

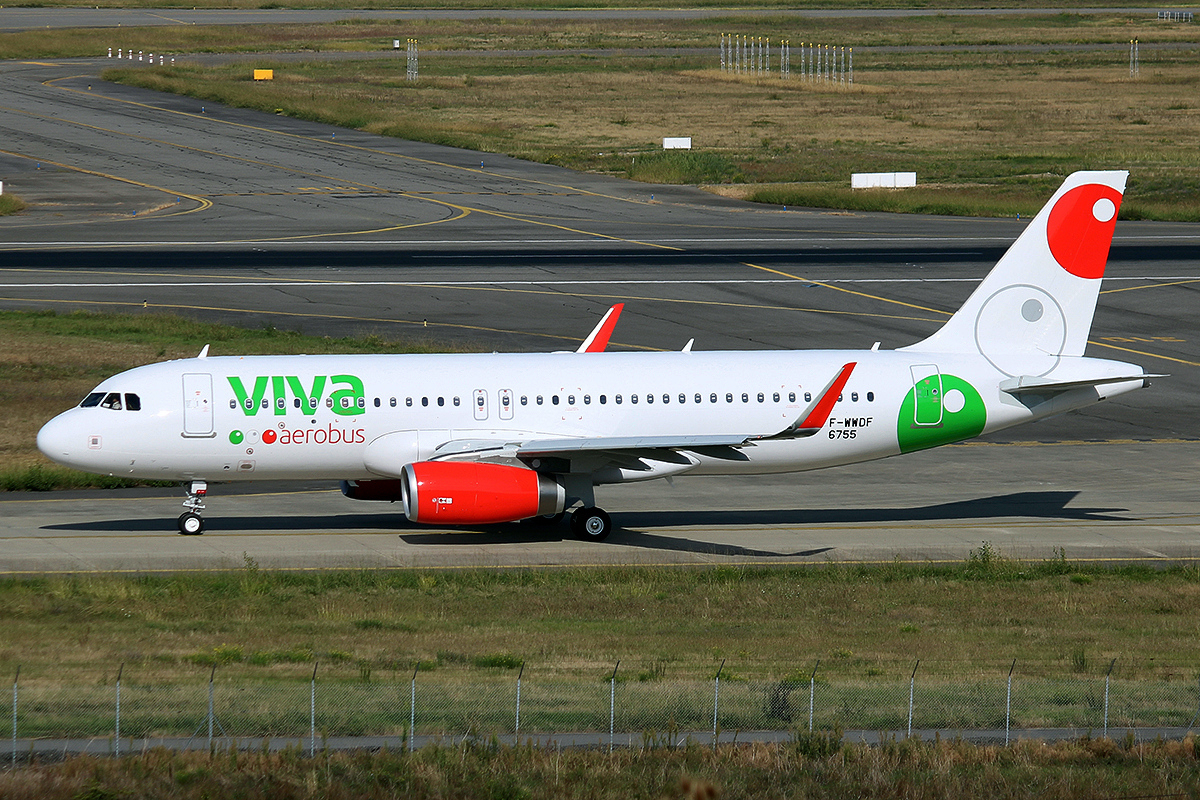
Viva Aerobus

En 2020, Irelandia Aviation LTD a investi dans l'entreprise de livraison par drones Skyports basé au Royaume-Uni. Avant de s'intéresser à Skyports, la société a investi dans AERDRON, un fabricant de drones basé en Espagne.
Irelandia a également investi dans la chaîne hôtelière colombienne à petit budget, Ayenda poursuivant son expansion en Amérique du Sud.